# Michael (2026)
Michael is een toekomstige Amerikaanse biografische muzikale dramafilm, geregisseerd door Antoine Fuqua, geschreven door John Logan en geproduceerd door Graham King, over het leven van zanger, danser en componist Michael Jackson. De hoofdrol wordt gespeeld door Jaafar Jackson, een neef van Michael, samen met Colman Domingo, Nia Long en Miles Teller in de hoofdrollen.

## Verhaal
"King of Pop" Michael Jackson wordt gevolgd vanaf zijn kindertijd als de ster van The Jackson 5 door tijden van misbruik door zijn vader Joe Jackson, zijn hit Thriller en de aankoop van Neverland Valley, tot zijn tragische en onverwachte dood op 25 juni 2009.

## Rolverdeling
- Jaafar Jackson als Michael Jackson
  - Juliano Krue Valdi als Michael Jackson in zijn jongere jaren.
- Colman Domingo als Joe Jackson
- Nia Long als Katherine Jackson
- Miles Teller als John Branca

## Productie

### Verloop
In november 2019 werd voor het eerst aangekondigd dat Graham King de rechten had veiliggesteld om een film over Michael Jackson te produceren, met John Logan die het verhaal zou schrijven. In februari 2022 kreeg Lionsgate de distributierechten van de film. In juni 2022 begon het castingproces, Kimberly Hardin werd uitgekozen als de casting director. De productie werd verwacht te beginnen in 2023. In januari 2023 werd Antoine Fuqua aangekondigd als regisseur van het project. Diezelfde maand werd Jaafar Jackson, de neef van Jackson, gekozen om Michael Jackson te portretteren. In januari 2024 was nieuwkomer Juliano Krue Valdi gecast als de jonge Michael, evenals Colman Domingo als Joe Jackson en Nia Long als Katherine Jackson. Ook die maand werd gemeld dat Miles Teller in gesprek was om een van Jackson's advocaten te spelen. In februari werd bevestigd dat Teller John Branca zou spelen.

### Productie
De productie was gepland om medio 2023 te starten, met een verwachte duur van meer dan 80 dagen op de locatie van Santa Barbara. Volgens de California Film Commission zou er naar schatting $120 miljoen dollar worden uitgegeven aan lonen voor de crew en leveranciers. Echter, het filmen werd uitgesteld in september 2023 vanwege de SAG-AFTRA-staking dat jaar.
Uiteindelijk begonnen de opnames op 22 januari 2024, waarbij Dion Beebe diende als de cinematograaf. Barbara Ling fungeert als de productieontwerper, en Marci Rodgers als de kostuumontwerper.
Op 13 februari 2024 brachten Lionsgate en GK Films een foto naar buiten vanaf de set, genomen door Kevin Mazur, waarop te zien is hoe Jaafar Jackson optreedt als Michael.

## Release
In oktober 2023 kondigden Lionsgate en Universal Pictures gezamenlijk aan dat ze de film internationaal zouden distribueren. Lionsgate zou optreden als distributeur in de Verenigde Staten, terwijl Universal Pictures dat zou doen voor de rest van de wereld, met uitzondering van Japan. De release van Michael stond eerst gepland in de Verenigde Staten op 18 april 2025 maar werd verschoven naar 3 oktober 2025. Op 22 mei 2025 maakte Lionsgate bekend dat de premièredatum verschoven werd naar 2026 en dat wegens de lengte van 3,5 uur de film misschien verdeeld zal worden in twee films.